# Tour de Bright
Le Tour de Bright (en anglais : Tour of Bright) est une course cycliste australienne disputée autour du village de Bright, au Nord-Est de l'État de Victoria. Créée en 2004, elle se déroule habituellement au mois de décembre sur plusieurs étapes. 
Deux épreuves, une féminine et une masculine ont lieu chaque année.

## Palmarès

### Hommes
| Année     | Vainqueur       | Deuxième           | Troisième       |
| --------- | --------------- | ------------------ | --------------- |
| 2004      | Peter McDonald  | Joshua Wall        | Matthew Lloyd   |
| 2005      | Domenic Gatto   | Andy Naylor        | Mark O'Brien    |
| 2006      | William Ford    | Lachlan Norris     | Jack Alexander  |
| 2007      | Richie Porte    | Tim Walker         | Evan Oliphant   |
| 2008      | Peter McDonald  | Nathan Haas        | Joseph Lewis    |
| 2009      | Andrew Roe      | Daniel Braunsteins | Patrick Shaw    |
| 2010      | Joseph Lewis    | Lachlan Norris     | Adam Phelan     |
| 2011      | Adam Semple     | Alexander Morgan   | Benjamin Dyball |
| 2012      | Matthew Clark   | Jason Spencer      | Stuart Smith    |
| 2013      | Matthew Clark   | Robert Power       | Jack Haig       |
| 2014      | Oscar Stevenson | Matthew Clark      | Brendan Canty   |
| 2015      | Benjamin Dyball | Lucas Hamilton     | Brendan Canty   |
| 2016      | Chris Harper    | Benjamin Dyball    | Mathew Ross     |
| 2017      | non organisé    | non organisé       | non organisé    |
| 2018      | Jesse Featonby  | Alexander Evans    | Michael Potter  |
| 2019      | Riley Fleming   | Lionel Mawditt     | Jesse Featonby  |
| 2020-2021 | non organisé    | non organisé       | non organisé    |
| 2022      | Timothy Roe     | Tasman Nankervis   | William Cooper  |
| 2023      | Luke Plapp      | Oliver Stenning    | Jack Aitken     |
| 2024      | Luke Plapp      | Jack Ward          | Zac Marriage    |

### Femmes
| Année     | Vainqueur         | Deuxième           | Troisième          |
| --------- | ----------------- | ------------------ | ------------------ |
| 2000      | Katie Mactier     | Fjelda Lee         | Geraldine Denham   |
| 2004      | Amy Gillett-Safe  | Jennifer Manefield | Caitlin Fraser     |
| 2006      | Tory Thomas       | Peta Mullens       | Sophie Perez       |
| 2007      | Sharon Laws       | Carlee Taylor      | Jennifer Manefield |
| 2008      | Vicki Whitelaw    | Shara Gillow       | Lisa Jacobs        |
| 2009      | Vicki Whitelaw    | Bronwyn Ryan       | Lisa Jacobs        |
| 2010      | Vicki Whitelaw    | Taryn Heather      | Bridie O'Donnell   |
| 2013      | Miranda Griffiths | Felicity Wardlaw   | Samantha De Riter  |
| 2015      | Kate Perry        | Lucy Kennedy       | Carlee Taylor      |
| 2016      | Lucy Kennedy      | Lisen Hockings     | Kate Perry         |
| 2017      | non organisé      | non organisé       | non organisé       |
| 2018      | Emily Roper       | Justine Barrow     | Michaela Parsons   |
| 2019      | Sarah Gigante     | Emily Herfoss      | Kate Perry         |
| 2020-2022 | non organisé      | non organisé       | non organisé       |
| 2023      | Sarah Gigante     | Kathryn McInerney  | Justine Barrow     |
| 2024      | Alli Anderson     | Talia Appleton     | Emily Watts        |